# タンディル
タンディル（Tandil）は、アルゼンチン・ブエノスアイレス州の南東部にある都市。タンディル山地の北麓にあり、タンディル・パルティードに属する。

## 地理
市は最高標高446mのタンディル山地の北麓にあり、標高180mである。パンパの中でも湿潤パンパと呼ばれる区域にある。北側はラウチやアスールと、西側はアジャクーチョやバルカルセと、南側はロベリアやネコチェアやベニート・フアレスと、西側はアスールやベニート・フアレスと境界を接している。ブエノスアイレス州の州都ラプラタは北330kmに、バイーア・ブランカは南西に、マル・デル・プラタは南東160kmにある。首都ブエノスアイレス自治市は北360kmにある。2001年の国勢調査による人口は108,109人であり、2012年の調査による人口は110,627人である。タンディル・パルティード全体の面積は4,935km2である。

## 地名
市名はマプチェ族が使用していたtan（崩落）とlil（岩）という単語に由来する。これらの単語は「動く岩」（ピエドラ・モベディーサ）とも関連があるかもしれない。「動く岩」は山裾の丘に奇跡的なバランスで立っていたが、1912年2月29日に倒れ、丘のふもとで2つの塊に分裂した。2007年5月、岩があったのと同じ場所にレプリカが設置された。レプリカは工学部の学生によって造られて固定され、「動く岩」という名称は継承されたが、元の岩のように動くことはない。

## 歴史
1823年4月4日、マルティン・ロドリゲスによって建設された。当時の名称はフエルテ・インデペンデンシア（独立要塞の意味）だった。時間とともに当初の住民は文化変容し、増加していたヨーロッパ人と混合していった。移民の大半はスペインとイタリアからやってきたが、バスク人とデンマーク人も当地に定住し、後者は非常に活発なコミュニティを形成した。タンディルは1895年に市に指定され、ブエノスアイレスやアルゼンチンの他地域からの人々を惹きつける人気観光地となった。

## 教育
タンディルには1974年に設立された国立セントラル・ブエノスアイレス州大学がある。国立大学の地理的な偏りをなくすため、ブエノスアイレス大学のアルベルト・タキーニ教授によって計画された大学のひとつである。私立学校が統合して国立南部大学のキャンパスに設立され、11,000人以上の学生が学んでいる。10の学部、21の課程、58の専攻と、19の大学院課程を持つ。北西にあるアスールとオラバリアにサブキャンパスがある。

## 気候
タンディルは温和で湿度が高く、年平均気温は13.7°C、年間降水量は888.6mmである。秋から春にかけての朝は寒いこともあり、夏の朝は概して爽やかである。秋と冬は頻繁に霧が発生し、降霜もまたよく起こる。冬の期間の最低気温は-5°C以下を記録する。降水は年間を通じて起こるが、夏にもっとも多い。雪と熱波はほとんど起こらない。夏期の気候データは1981年から1990年のものである。
| タンディルの気候                                                         | タンディルの気候 | タンディルの気候 | タンディルの気候 | タンディルの気候 | タンディルの気候 | タンディルの気候 | タンディルの気候 | タンディルの気候 | タンディルの気候 | タンディルの気候 | タンディルの気候 | タンディルの気候 | タンディルの気候 |
| 月                                                                       | 1月              | 2月              | 3月              | 4月              | 5月              | 6月              | 7月              | 8月              | 9月              | 10月             | 11月             | 12月             | 年               |
| ------------------------------------------------------------------------ | ---------------- | ---------------- | ---------------- | ---------------- | ---------------- | ---------------- | ---------------- | ---------------- | ---------------- | ---------------- | ---------------- | ---------------- | ---------------- |
| 平均最高気温 °C （°F）                                                   | 27.9 (82.2)      | 26.9 (80.4)      | 23.9 (75)        | 20.2 (68.4)      | 16.2 (61.2)      | 12.7 (54.9)      | 12.3 (54.1)      | 14.4 (57.9)      | 16.3 (61.3)      | 19.7 (67.5)      | 23.0 (73.4)      | 26.6 (79.9)      | 20.0 (68)        |
| 平均最低気温 °C （°F）                                                   | 14.4 (57.9)      | 14.1 (57.4)      | 11.8 (53.2)      | 8.9 (48)         | 5.4 (41.7)       | 2.8 (37)         | 2.5 (36.5)       | 3.3 (37.9)       | 4.5 (40.1)       | 7.8 (46)         | 10.5 (50.9)      | 12.9 (55.2)      | 8.2 (46.8)       |
| 降水量 mm （inch）                                                       | 124.2 (4.89)     | 78.1 (3.075)     | 101.7 (4.004)    | 54.0 (2.126)     | 75.7 (2.98)      | 21.5 (0.846)     | 33.8 (1.331)     | 42.7 (1.681)     | 56.7 (2.232)     | 108.4 (4.268)    | 103.1 (4.059)    | 88.7 (3.492)     | 888.6 (34.984)   |
| 出典：Servicio Meteorológico Nacional (Argentine Meteorological Service) |                  |                  |                  |                  |                  |                  |                  |                  |                  |                  |                  |                  |                  |

## 出身人物

### スポーツ選手
- マウロ・カモラネージ – サッカー選手。イタリア国籍を取得し、イタリア代表として2006 FIFAワールドカップ優勝。
- フアン・エドゥアルド・エルチャンス – サッカー選手。
- マリアーノ・ゴンサレス – サッカー選手。アルゼンチン代表としてアテネ五輪優勝。
- ディエゴ・フンケイラ – テニス選手。
- フアン・モナコ – テニス選手。
- ギジェルモ・ペレス＝ロルダン – テニス選手。
- フアン・マルティン・デル・ポトロ – テニス選手。2009年に全米オープン男子シングルス優勝。198cmの長身で「タンディルの塔」と呼ばれている。
- ベルナルド・ダニエル・ロメオ – サッカー選手。
- パトリシア・タラビーニ – テニス選手。
- マリアーノ・サバレタ – テニス選手。

### その他
- マウリシオ・マクリ – 政治家。2007年よりブエノスアイレス市長。2015年12月に、第57代アルゼンチン大統領に就任。
- ビクトル・ラプラセ – 映画俳優。1996年の映画『エバ・ペロン』ではフアン・ペロン大統領役を務めた。
- レネ・ラバン – 隻腕のマジシャン。

## ギャラリー

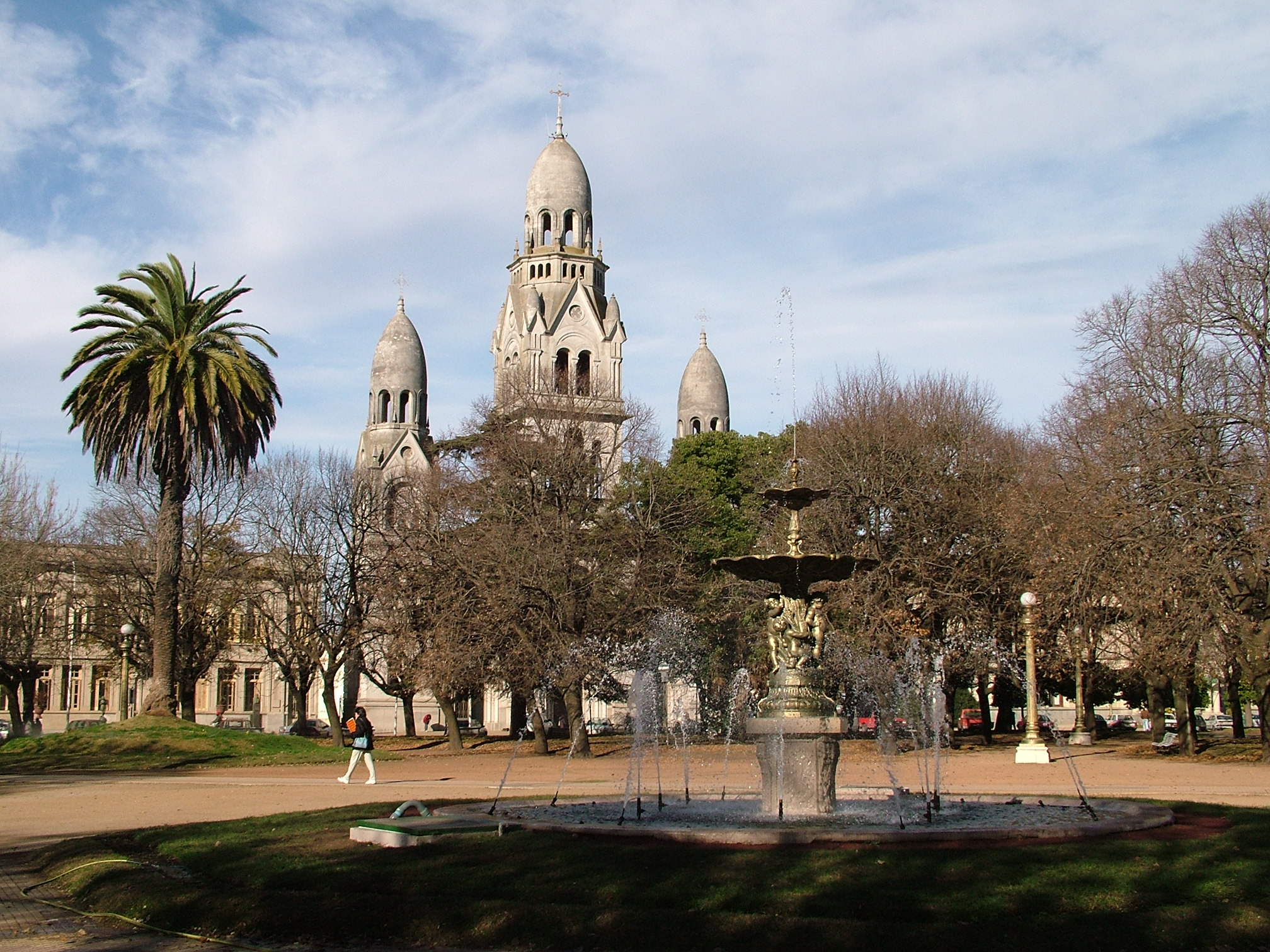
独立広場
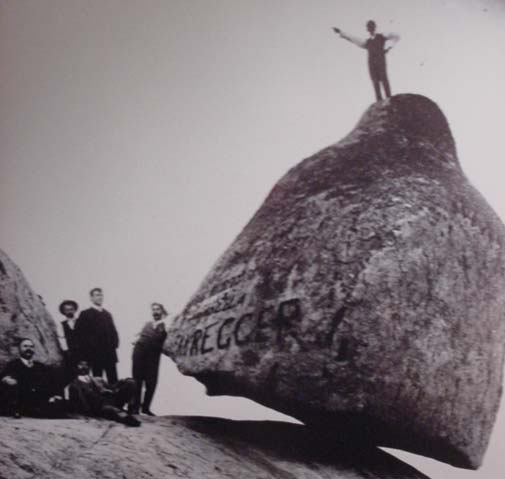
モベディーサ巨大石
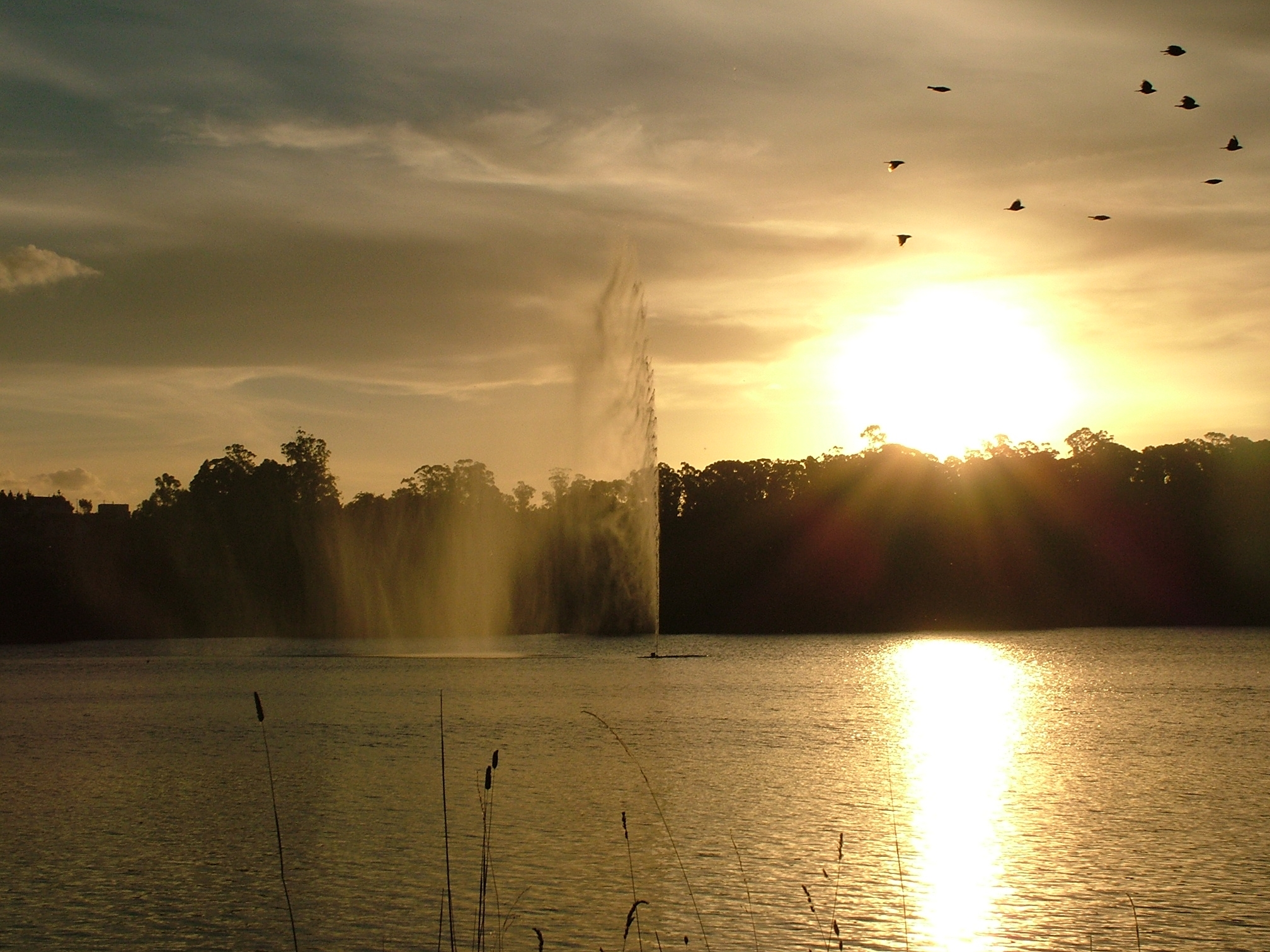
噴水が設置されたフエルテ湖
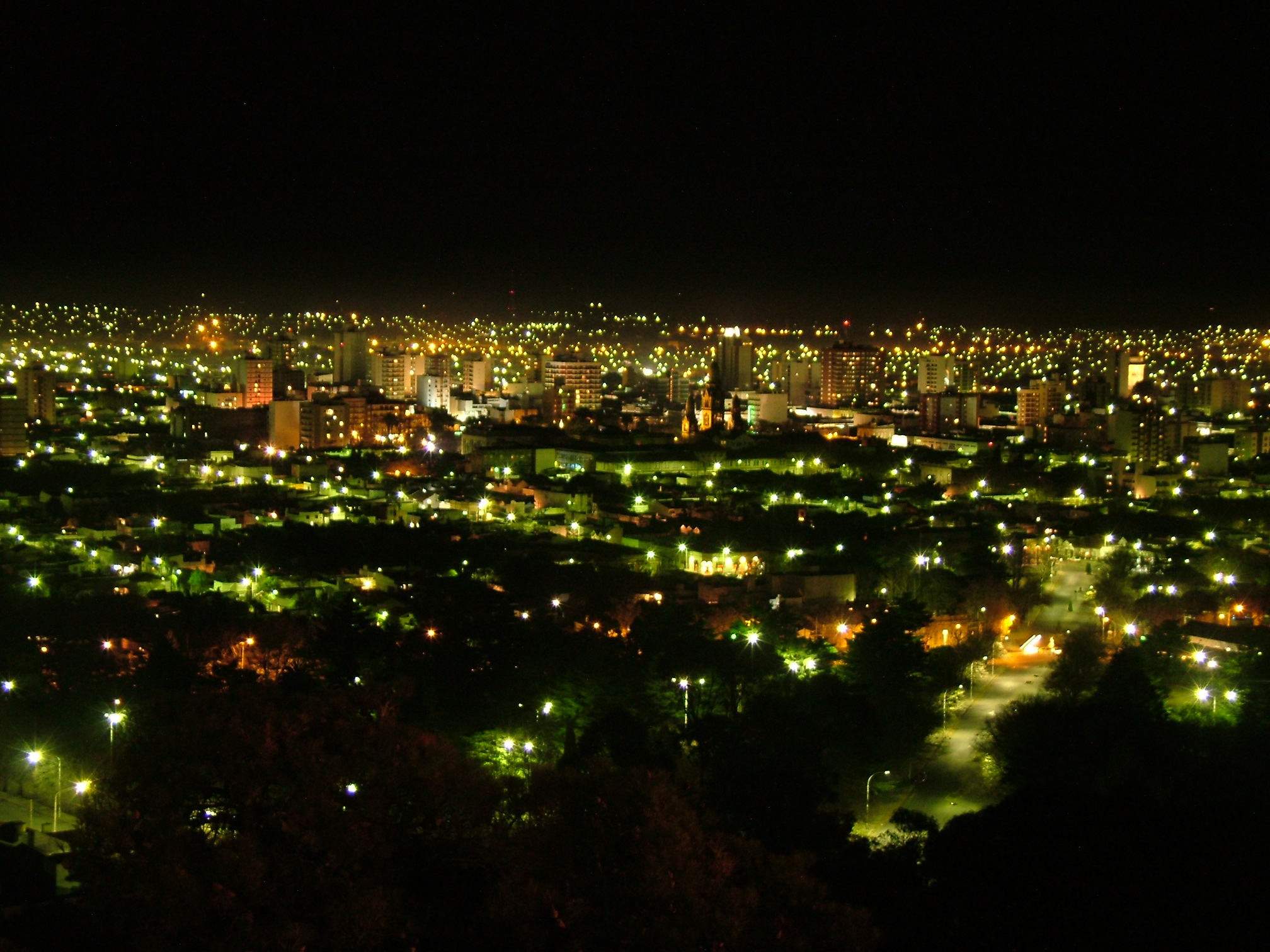
独立公園の頂上から見た夜間のタンディル
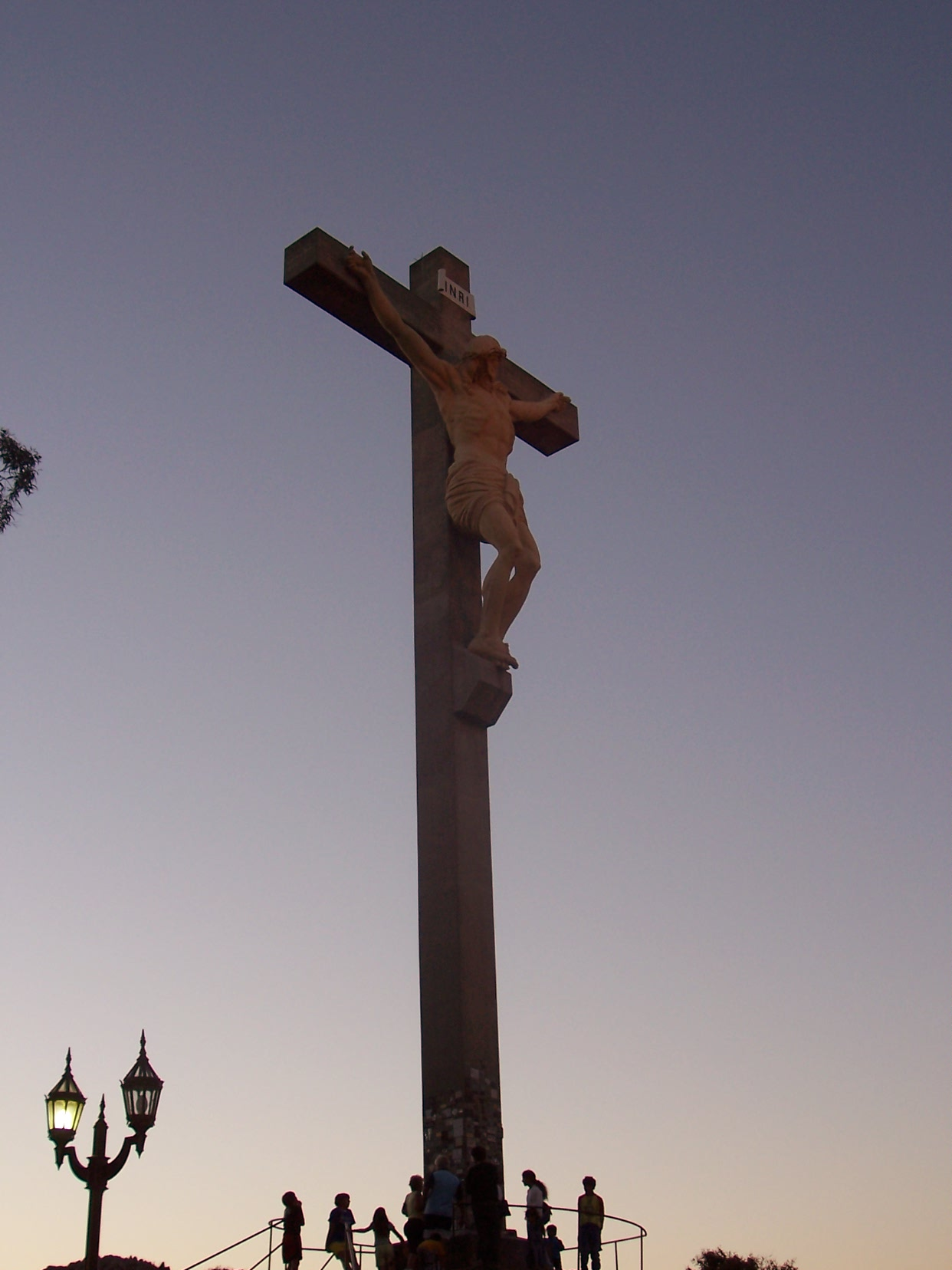
カルバリオの丘にあるキリスト磔刑の彫刻